# (10469) Krohn
(10469) Krohn est un astéroïde de la ceinture principale.

## Description
(10469) Krohn est un astéroïde de la ceinture principale. Il fut découvert le 1er mars 1981 à l'observatoire de Siding Spring par Schelte J. Bus. Il présente une orbite caractérisée par un demi-grand axe de 2,35 UA, une excentricité de 0,11 et une inclinaison de 6,4° par rapport à l'écliptique.